# Trinaconeura homogypsa
Trinaconeura homogypsa är en fjärilsart som beskrevs av Turner 1933. Trinaconeura homogypsa ingår i släktet Trinaconeura och familjen praktmalar, Oecophoridae. Inga underarter finns listade i Catalogue of Life.